# Raynor Parkinson
Raynor Parkinson (Pretoria, 8 giugno 1988) è un rugbista a 15 sudafricano internazionale per la Germania; militante dal 2012 nell'Heidelberg RK come mediano d'apertura, è al 2019 il miglior marcatore della nazionale tedesca.

## Biografia
Cresciuto in patria nelle accademie dei Golden Lions e degli Sharks, studiò all'Università di Johannesburg prima di trasferirsi in Europa a Londra dove fu all'Old Elthamians nel 2009 e a seguire al Blackheath.
Fu successivamente nei Paesi Bassi all'Hilversum e, grazie a una nonna tedesca nativa di Bielefeld, risultò idoneo per giocare per la Germania, con la quale esordì ad Hannover il 12 novembre 2011 nel corso della seconda divisione del campionato europeo 2010-12; a tutto il campionato europeo 2017 è, con 250 punti, il miglior marcatore della storia internazionale della Germania.
A livello di club, con l'Heidelberg RK, in cui milita dal 2012, Parkinson ha vinto tre edizioni consecutive della Bundesliga, dal 2013 al 2015.

## Palmarès
- Bundesliga: 4
Heidelberg RK: 2012-13, 2013-14, 2014-15